# Emma Haushofer-Merk
Emma Haushofer-Merk (* 15. Juni 1854 in München; † 11. Juli 1925 ebenda) war eine deutsche Schriftstellerin und Frauenrechtlerin.

## Leben
Sie wurde als Tochter des Kunstmalers Eduard Merk und seiner Frau Margarethe Merk, geb. Schreiner (1823–1889) in München, Schönfeldstraße 8 (Maxvorstadt), geboren.
Sie besuchte bis zu ihrem sechzehnten Lebensjahr das Mädcheninstitut von Therese Ascher.
1902 heiratete Emma Merk ihren langjährigen Freund, den Nationalökonomen, Politiker und Schriftsteller Max Haushofer Jr., den sie bereits seit Kindertagen kannte. Sie starb 1925 in München. Ihre Asche wurde auf der Fraueninsel im Chiemsee im Familiengrab ihres Ehemannes beigesetzt.

## Schaffen

### Politisches Handeln

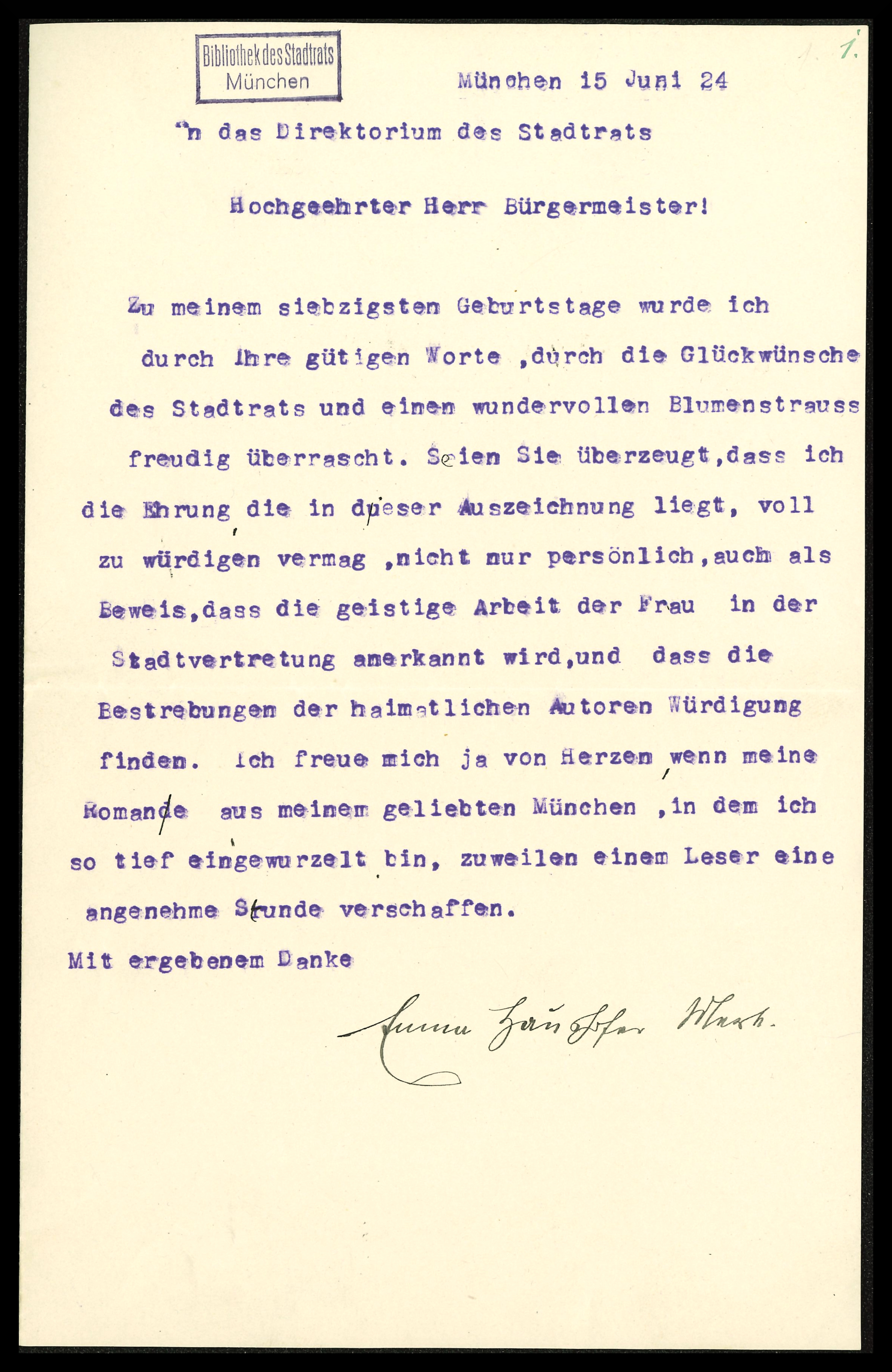
Brief von Emma Haushofer-Merk an das Direktorium des Stadtrates München von 1924

Emma Haushofer-Merk gehörte zu den Mitbegründerinnen der 1894 von Anita Augspurg ins Leben gerufenen Gesellschaft zur Förderung geistiger Interessen der Frau, dem heutigen Verein für Fraueninteressen. Von 1912 bis 1913 war sie dessen Vereinsvorsitzende. 1913 gründete sie zusammen mit der Schriftstellerin Carry Brachvogel den Münchner Schriftstellerinnen-Verein als „Zusammenschluss der in München lebenden Schriftstellerinnen und Journalistinnen zur Besprechung beruflicher Fragen und zur Vertretung künstlerischer und wissenschaftlicher Interessen“. Diesem Verein traten bedeutende Frauen wie Ricarda Huch, Annette Kolb, Helene Böhlau, Elsa Bernstein, Isolde Kurz und andere bei. Die Mitglieder verpflichteten sich „Arbeiten nicht zu Schleuderpreisen oder umsonst ab[zu]geben, damit mit dem bei vielen Redaktionen herrschenden Vorurteil gebrochen werden kann, dass Frauenarbeit billiger entlohnt werden dürfe als Männerarbeit“. Ihr literarischer Salon lud wöchentlich „bewegte Frauen“ in ihre Wohnung in der Schönfeldstraße in München-Maxvorstadt. Anlässlich ihres Todes wurde sie in der Presse als „Vorkämpferin“ der Frauenbewegung gewürdigt.

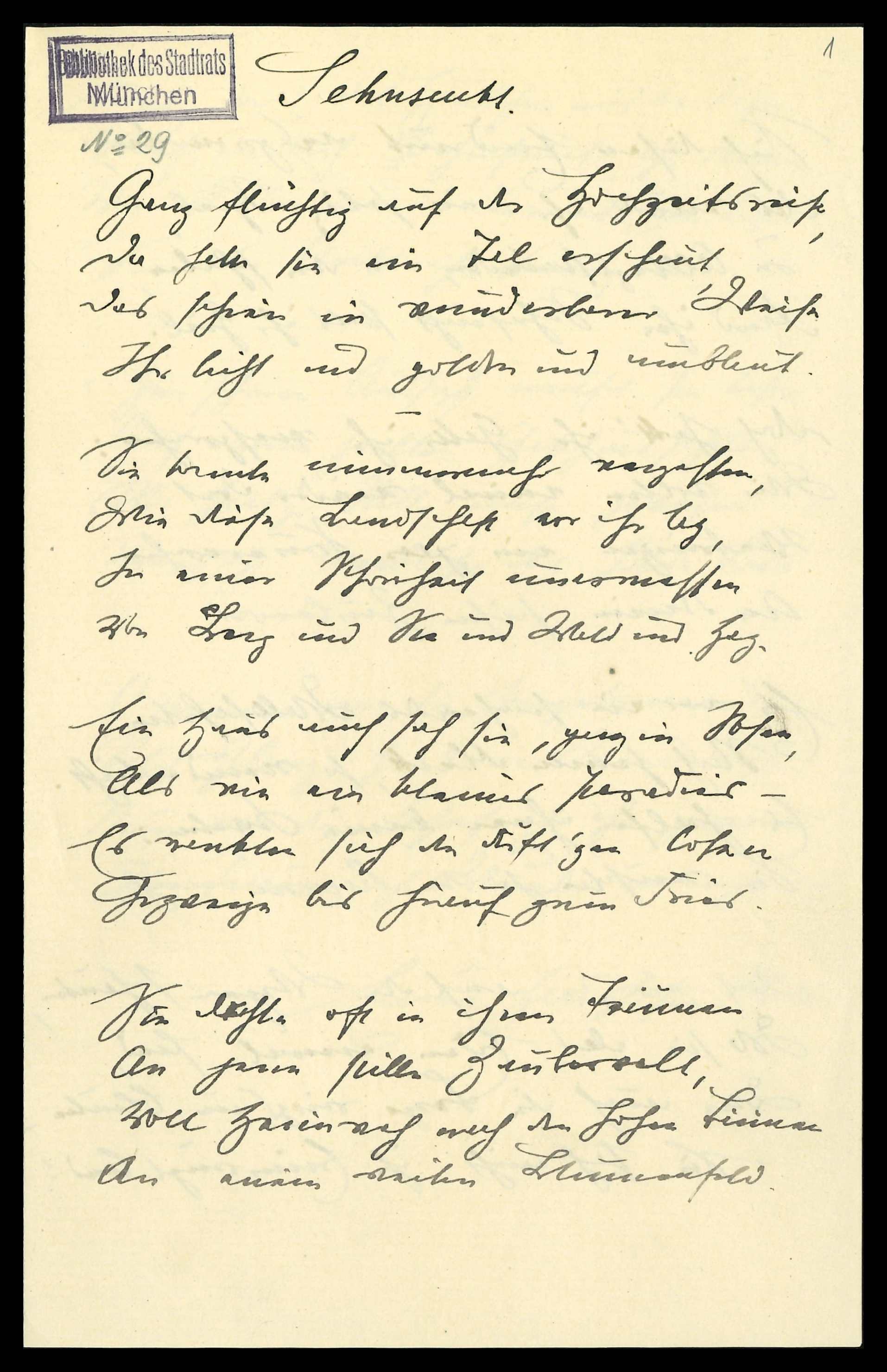
Gedicht-Manuskript Sehnsucht ohne Datum

### Schriftstellerisches Wirken
In ihren Erzählungen, Novellen, Feuilletons und Romanen behandelt sie Frauenthemen des ausgehenden 19. und beginnenden 20. Jahrhunderts. Darüber hinaus geben ihre Werke detaillierte Einblicke in das zeitgenössische Alltagsleben des alten Münchens. In den 1880er- und 1890er-Jahren publiziert sie in zeitgenössischen Zeitschriften wie Bazar,  Bibliothek der Unterhaltung und des Wissens, Die Gartenlaube, Jugend, Frankfurter Zeitung, Illustrierte Frauen-Zeitung, Simplicissimus und Über Land und Meer. 1913 wurde sie von Ludwig Thoma und Georg Queri in deren Bayernbuch als eine von fünf weiblichen Autorinnen unter einhundert Autoren aufgenommen und als „Verfasserin zahlreicher psychologischer Novellen und Skizzen“ gelobt. Rezeptionen priesen ihre psychologische Charakterisierungskunst, den Humor und die weltfreudige Lebensauffassung, die sich in ihren Werken widerspiegelt. Einige ihrer Werke wurden im Allitera Verlag München neu herausgegeben.
Nachlassdokumente sind im Umfang von sieben Kassetten im Literaturarchiv der Monacensia aufbewahrt und enthalten über 250 Briefe, mehrere Manuskripte von Erzählungen und Gedichten, drei biografische Dokumente sowie sieben Fotos.

## Werke
- Ein Liebestraum. Roman. Stuttgart 1886.
- Was ein Jahr bringt. Novelle. Stuttgart 1891.
- Evas Töchter. (Illustr. Emanuel Spitzer) München 1893.
- Sein Minister. Novelle. In: Die Gartenlaube (1893)
- Album. (Illustr. Emanuel Spitzer) München ca. 1895.
- Aus Mitleid. Leipzig 1897. ngiyaw-ebooks.org (PDF)
- Chiemsee-Novellen. Leipzig 1897.
- In enger Gasse. Die Trennung. Zwei Novellen von Emma Merk. Leipzig 1897.
- Das Klosterkind. Novellen. Berlin 1899.
- Irrwege der Liebe. Novellen. Berlin 1899.
- Die ersehnte Stunde. Leipzig 1900. ngiyaw-ebooks.org (PDF)
- Drei Frauen. Münchener Roman. Dresden/Leipzig 1902.
- Das Rätsel der Bergnacht. Berlin 1903.
- Die junge Generation. Roman. Berlin 1904.
- Freundinnen. Berlin 1905.
- Mädchen von heute. Schkeuditz 1905.
- Frauengestalten. Erzählungen. (Illustr. Wilhelm Rögge) Berlin 1906.
- Neuland. Novelle. Stuttgart 1907.
- Seine Frage und andere Novellen. Leipzig 1909.
- Neue Frauen, alte Liebe. Roman. Berlin 1911.
- Urteile du! Roman. Berlin 1912.
- Das Rätsel der Bergnacht. Berlin 1913.
- Der Pakt mit dem Himmel. Leipzig 1913.
- Luxuspflänzchen und andere Novellen. Reclam, Leipzig 1914. urn:nbn:de:bvb:355-ubr20250-3
- München vor 50 Jahren. In: Die Zeit im Bild. Actuelle Illustrierte Wochenschrift. 12 (1914).
- Die Lierbachs-Mädeln. Münchner Roman. Berlin 1917.
- Seine Frage und andere Novellen. Seine Frage. Leipzig 1918. Digitalisat
- Weiße Lilie. Novelle. Heilbronn 1918.
- Die Gewissensbisse des Ignatius Stupfer und das Lieserl. Zwei Erzählungen aus dem Alten München. Leipzig 1921.
- Spieglein, Spieglein an der Wand! Roman. Engelhorn, Stuttgart 1921. urn:nbn:de:bvb:355-ubr21393-4
- Es wetterleuchtete. Leipzig 1922.
- Namen. In: Salzburger Volksblatt, 11. August 1925, S. 3 (online bei ANNO).
- Alt-Münchener Erzählungen. (Hrsg. Ingvild Richardsen) Neuausgabe: Allitera Verlag, München 2015, ISBN 978-3-86906-706-3.
- Es wetterleuchtete. Münchener Roman aus der Mitte des vorigen Jahrhunderts. (Hrsg. Ingvild Richardsen) Neuausgabe: Allitera Verlag, München 2015, ISBN 978-3-86906-761-2.
- Die Lierbachs-Mädeln. Münchner Roman. (Hrsg. Ingvild Richardsen) Neuausgabe: Allitera Verlag, München 2016, ISBN 978-3-86906-824-4.
- Warum „Fräulein“? Ein Kampfrat für die Ehelosen. In: Ingvild Richardsen (Hrsg.), Christa Elferich, Waldemar Fromm: Evas Töchter. Münchner Schriftstellerinnen und die moderne Frauenbewegung 1894–1933. Volk Verlag, München 2018, ISBN 978-3-86222-271-1. S. 80–81.